# Conversione interna
La conversione interna è un decadimento radioattivo nel quale un nucleo eccitato interagisce con un elettrone di uno degli orbitali atomici più bassi, causando l'emissione dell'elettrone dall'atomo.
Supponiamo di avere un nucleo {\displaystyle A} avente numero atomico {\displaystyle Z} protoni che decada nel seguente modo:
{\displaystyle A(Z)\to A^{*}(Z+1)+\beta ^{-}+{\bar {\nu }}_{e}}
dove {\displaystyle A^{*}(Z+1)} è un nucleo che si trova in uno stato eccitato e che a sua volta può diseccitarsi con la cosiddetta conversione interna secondo il decadimento:
{\displaystyle A^{*}(Z+1)\to A(Z+1)+e^{-}}
La conversione interna è possibile solo quando l'energia cinetica dell'elettrone {\displaystyle T_{e}} soddisfa la seguente relazione:
{\displaystyle T_{e}=E-I_{j}>0}
dove {\displaystyle E} è la differenza di energia tra nucleo finale e nucleo iniziale e {\displaystyle I_{j}} è l'energia potenziale di ionizzazione dell'elettrone del j-esimo livello. Dato che l'energia dei livelli elettronici è quantizzata, ne segue che gli elettroni emessi per conversione interna mostrano uno spettro discreto. Ciò è anche spiegato dal fatto che, diversamente da quanto accade nel decadimento beta, non viene emesso alcun neutrino. Si tratta perciò di un decadimento a due corpi: gli elettroni emessi per conversione interna non mostrano lo spettro continuo di quelli emessi nel decadimento beta (che è invece un decadimento a tre corpi) bensì appunto uno spettro discreto, generalmente un singolo picco molto stretto.
Quindi in un processo di conversione interna, un elettrone ad alta energia viene emesso dall'atomo radioattivo, ma senza che ciò possa essere confuso con un decadimento beta, in quanto la mancata emissione di un neutrino (o antineutrino) e lo spettro discreto risultante negano ciò. Poiché l'elettrone emesso non è il risultato di un vero decadimento beta, con conseguente trasformazione di un neutrone del nucleo in un protone, il numero atomico dell'elemento non cambia e perciò (come nel caso del decadimento gamma) non viene osservata nessuna trasmutazione da un elemento all'altro.
La probabilita che avvenga un processo di conversione interna:
- aumenta con {\displaystyle Z}
- decresce al crescere di {\displaystyle E}
- decresce al crescere di {\displaystyle I_{j}}.

La conversione interna crea una lacuna (o vacanza) nella configurazione elettronica dell'atomo, cioè crea una configurazione eccitata dell'atomo che a sua volta può raggiungere lo stato fondamentale tramite emissione di raggi X o emissione di elettroni Auger.